# Erebiomima hertingi
Erebiomima hertingi là một loài ruồi trong họ Tachinidae.